# Fábrica Boeing de Everett

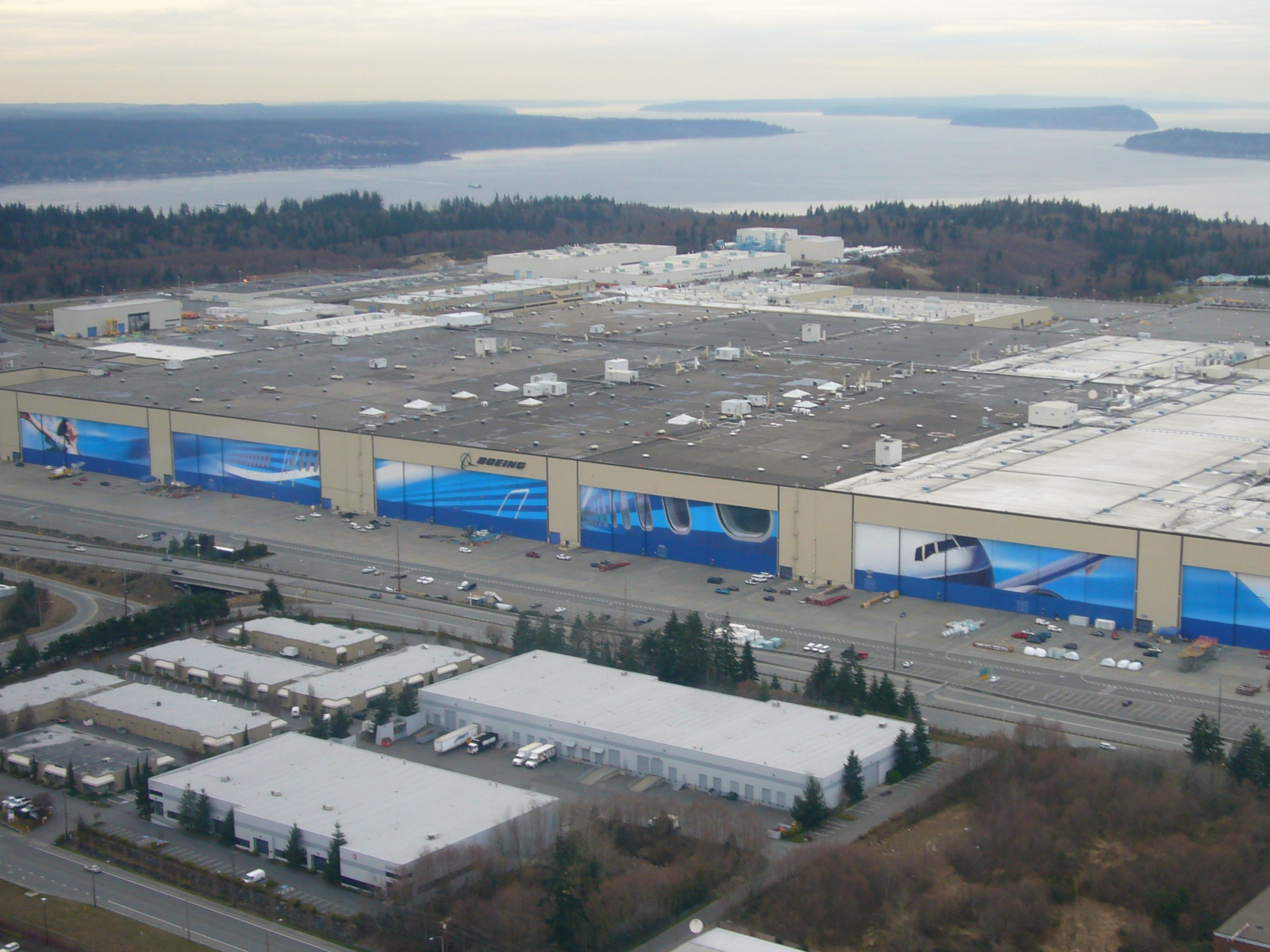
Imagen aérea de la fábrica.

La Fábrica Boeing de Everett, en Washington (Estados Unidos), es una fábrica de ensamblaje de aviones propiedad de Boeing. La fábrica se encuentra a unas 25 millas (40 km) al norte de la ciudad de Seattle. Es el edificio más grande del mundo por volumen con 13.385.378 m³ y abarca 399.480 m². En ella se ensamblan los modelos de fuselaje ancho Boeing 747, 767, 777 y 787 Dreamliner.
La construcción de la fábrica fue anunciada en 1966 con el objetivo de crear en ella el modelo 747 (Jumbo). Se anunció tras la firma de un contrato entre Boeing y Pan American World Airways por 525 millones de dólares para construir 25 unidades del 747. Boeing compró 780 hectáreas al norte del aeropuerto de Paine Field, terrenos que fueron operados por el Ejército de los Estados Unidos en la Segunda Guerra Mundial. En 1968 se comenzó a ofrecer visitas a la fábrica con el primer despliegue del 747.
La fábrica incluye una rama de BECU y 6 cafeterías Tully's Coffee (1 de ellas en el centro de entrega). Al otro lado del aeropuerto, al oeste, se encuentran la Boeing Store, un teatro y  el Future of Flight Aviation Center y Boeing tour, dónde se realizan las visitas a la fábrica.

## Aviones en producción

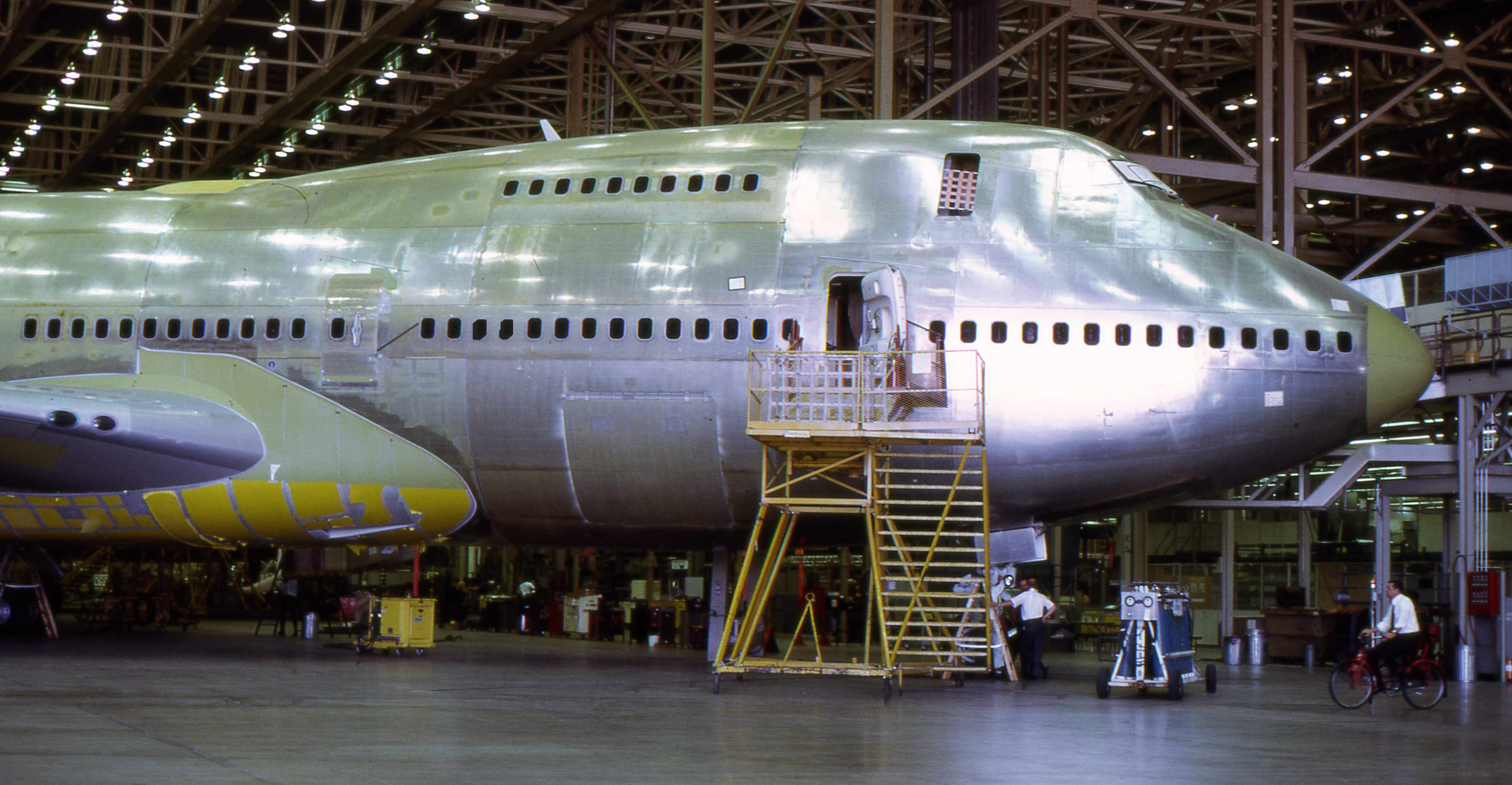
Un Boeing 747-200 en la línea de ensamblaje (en 1972)

### Boeing 747
El Boeing 747 fue el primer avión de fuselaje ancho en ser producido. La fábrica fue diseñada y construida para montar este modelo, ya que las instalaciones de Boeing en aquel momento en Seattle no disponían de espacio suficiente para ello.
En 2023 ha finalizado su producción de este modelo , el 747-8 el último avión se entregó a Atlas Air en versión carga del 747-8F cargo , con lo cual ha finalizado su producción del legendario 747

### Boeing 767
El Boeing 767 es un modelo de tamaño medio y largo alcance. Fue diseñado con una capacidad entre 181 y 375 pasajeros. Actualmente las versiones de pasajeros del Boeing 767 se encuentran fuera de producción, pero aquí se produjeron :
- Boeing 767-200ER
- Boeing 767-300ER
- Boeing 767-400ER

En la actualidad solo se producen dos variantes del 767:
- Boeing 767-300F, la versión carguera del 767
- Versiones militares del 767, como el Boeing KC-46 o el Boeing E-767

### Boeing 777

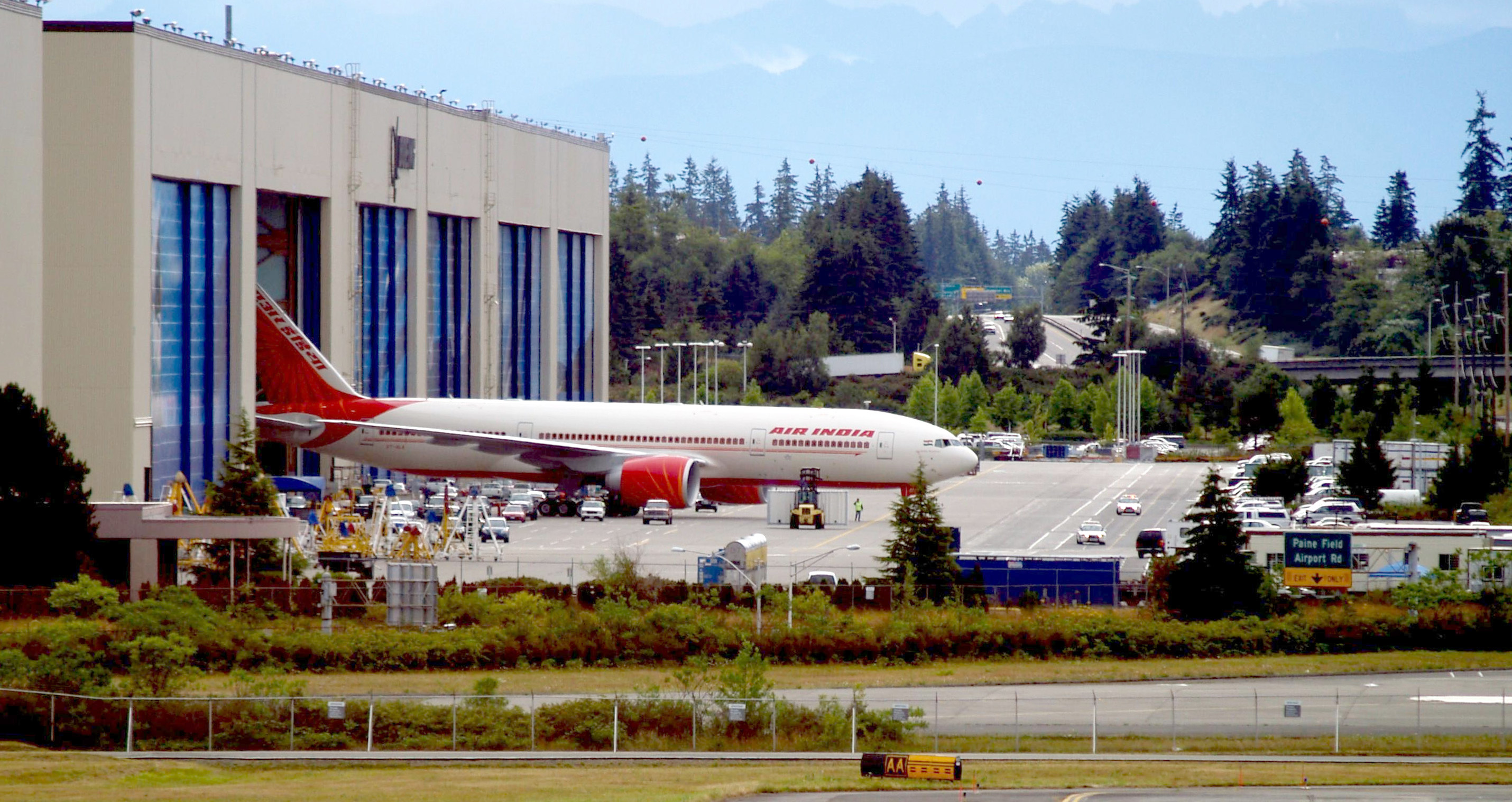
Un Boeing 777-200LR de Air India

El Boeing 777 es un modelo diseñado con un tamaño medio entre el 747 y el 767. Cuatro de las seis variantes están en producción:
- Boeing 777-200ER (Extended Range - Alcance prolongado)
- Boeing 777-200LR (Long Range - Largo alcance)
- Boeing 777-300ER (Extended Range - Alcance prolongado)
- Boeing 777F (Freighter - De carga)

Y próximamente se producirán:
- Boeing 777-8X
- Boeing 777-9X

### Boeing 787

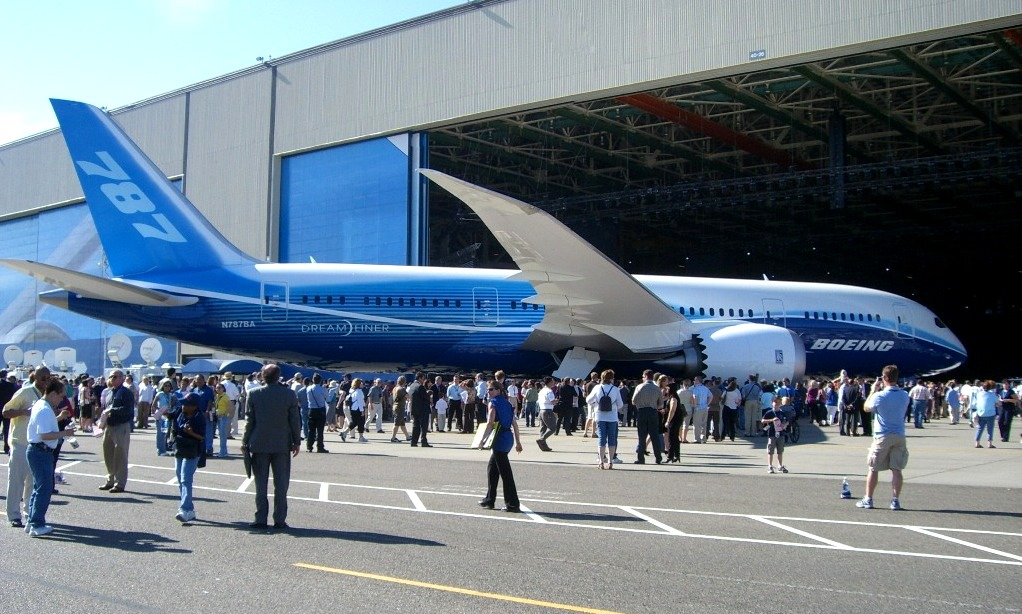
Un Boeing 787 durante su inauguración

El Boeing 787 Dreamliner tiene actualmente tres modelos, el 787-8 el 787-9 y el 787-10, siendo este el más grande de la familia. El primer 787-8 fue inaugurado el 8 de julio de 2007. Hay dos tipos de motores disponibles para el 787:
- Rolls-Royce: RR Trent 1000
- General Electric: GEnx1B

## Aeropuerto
Los aviones son entregados en conjunto en el aeropuerto de Paine Field, situado al sur de la base.